# Vincent Van Quickenborne

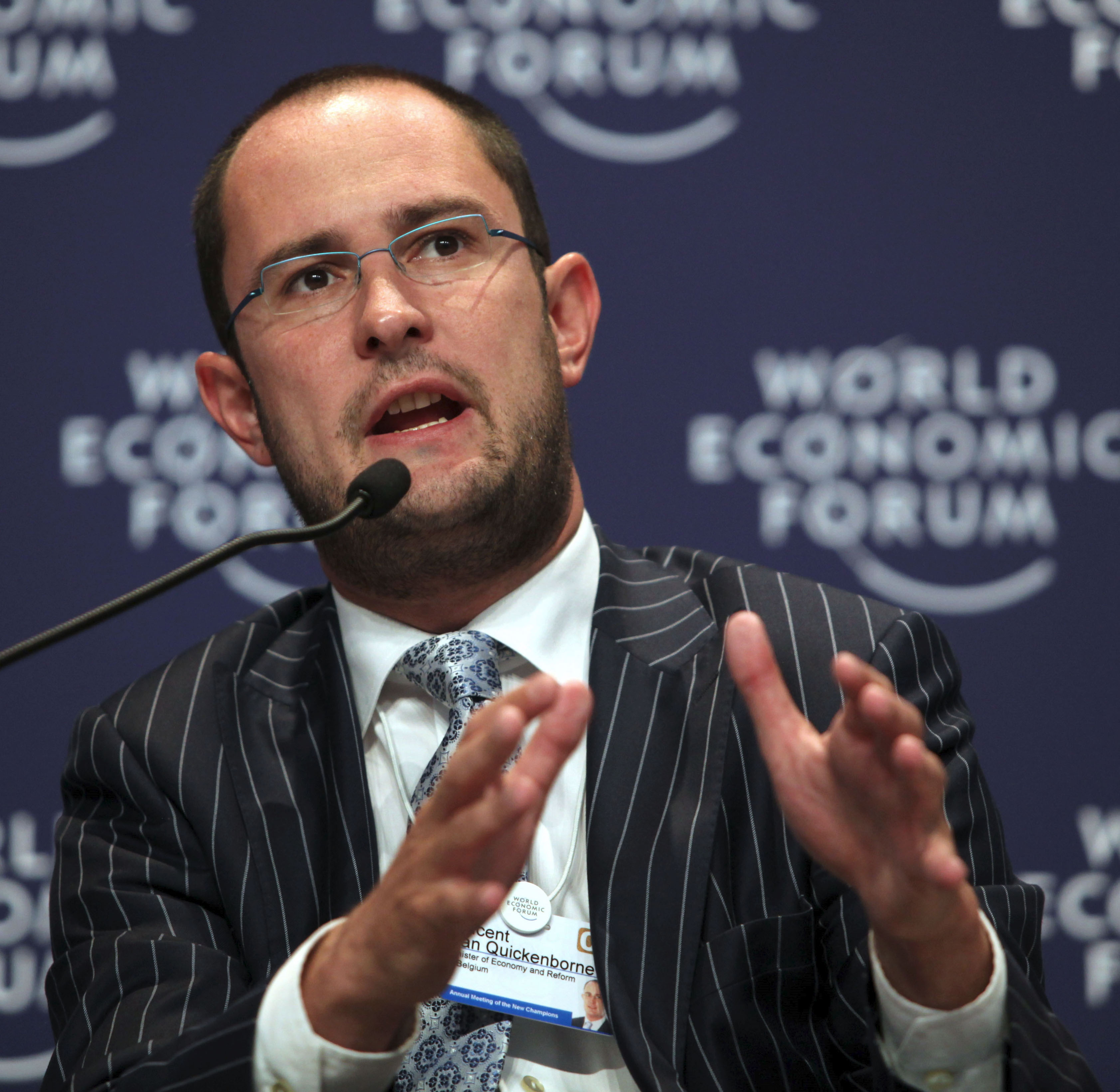
Vincent Van Quickenborne (2009)

Vincent Van Quickenborne (* 1. August 1973 in Gent) ist ein belgischer Politiker der Open Vlaamse Liberalen en Democraten (Open VLD). Er bekleidete ab 2003 ein Amt in der Föderalregierung (mit einer kurzen Ausnahme für die Übergangsregierung Verhofstadt III) und war bis zum 18. Oktober 2012 Pensionsminister in der Regierung Di Rupo unter Elio Di Rupo (PS). Von 2013 bis 2024 war er Bürgermeister von Kortrijk. Zeitgleich war er von 2020 bis zu seinem Rücktritt am 20. Oktober 2023 Justizminister.

## Leben
Vincent Van Quickenborne, oder einfach Q bzw. Quick, wie er sich selbst nennt, studierte Rechtswissenschaften an der Katholieke Universiteit Leuven (KULeuven), 1996 und war als Anwalt berufstätig. Vor seinem Einstieg in die Politik war er in den „weißen Komitees“ aktiv, den bürgerlichen Initiativen, die Mitte der 1990er Jahre nach der Dutroux-Affäre eine Reform der Polizeidienste und der Justiz herbeizwingen wollten.
Nachdem Van Quickenborne zuerst als Student politischen Vereinigungen verschiedener Art beigetreten war (unter anderem von Amada, Vorgängerin der Partei PvdA), schloss er sich schließlich der von Bert Anciaux (heute sp.a) gegründeten links-liberalen Bewegung ID21 an. Im Jahr 1999 bildete ID21 mit der flämisch-nationalistischen Volksunie eine gemeinsame Liste für die Föderalwahlen unter dem Namen VU&ID. Van Quickenborne stellte sich zur Wahl und schaffte im Alter von 26 Jahren den Sprung in den Senat. Dort konnte er sich zügig und medienwirksam einen Namen machen, indem er Gesetzesvorschläge in Sachen Grundsätze der Unternehmensführung hinterlegte oder aktiv dem Versuch bewirkte, den damaligen israelischen Premierminister Ariel Sharon vor den belgischen Gerichtshöfen wegen seiner Rolle beim Massaker von Sabra und Schatila auf Verbrechen gegen die Menschlichkeit zu verklagen, und den ehemaligen libanesischen Minister Elie Hobeika traf, kurz bevor dieser unter rätselhaften Umständen ermordet wurde.
Nachdem die Volksunie zwei Jahre später auseinandergefallen war, entschied sich Vincent Van Quickenborne zuerst für die Partei Spirit (später in Vl.Pro umgetauft und schließlich als SLP in der Partei Groen! aufgegangen). Da sich jedoch schnell herausstellte, das Spirit mit der sozialistischen sp.a ein Bündnis eingehen wollte, entschied sich Van Quickenborne letztendlich für die VLD (heute Open VLD).
Nach den Föderalwahlen von 2003 wurde Van Quickenborne dann zum Staatssekretär für administrative Vereinfachung in der föderalen Regierung Verhofstadt II unter Guy Verhofstadt (Open VLD) ernannt. In den späteren Föderalregierungen unter Yves Leterme und Herman Van Rompuy (beide CD&V), in denen er dieses Ressort behielt, stieg Van Quickenborne zudem zum Wirtschaftsminister auf.
Im Jahr 2009 unterstützte er den bis dahin noch politisch unbekannten Alexander De Croo (Open VLD) als „kandidierender Partner“ bei seiner Kampagne zur Präsidentschaft der Partei. Als De Croo am 22. April 2010 die Entscheidung traf, sich wegen gescheiterten Verhandlungen rund um den Wahlkreis Brüssel-Halle-Vilvoorde (BHV) aus der Regierung Leterme II zurückzuziehen und somit das vorzeitige Ende der Regierung und Neuwahlen auslöste, unterstützte ihn Van Quickenborne trotz seines Ministeramts in der Regierung weiterhin. In der darauffolgenden Regierung Di Rupo wurde Van Quickenborne Vizepremier und Pensionsminister, verließ aber 2012 die Föderalebene um das Mandat des Bürgermeisters von Kortrijk anzunehmen. Am 20. Oktober 2023 erklärte Van Quickenborne seinen Rücktritt vom Amt des Justizministers in der Regierung De Croo, das er seit 2020 innehatte. Er übernahm damit die Verantwortung für schwere Fehler im Zusammenhang mit dem islamistischen Attentat in Brüssel am 16. Oktober 2023, bei dem ein Tunesier zwei schwedische Staatsbürger erschossen hatte.
In Belgien ist Van Quickenborne vor allem für seine „unorthodoxe“ Art bekannt. Senator Q hatte beispielsweise bei seinen ersten Wahlen angekündigt, dass – wenn er den Sprung in den Senat schaffen würde – er dort „erst mal einen Joint rauchen würde“ (was er im Endeffekt jedoch nicht tat). Van Quickenborne ist ebenfalls ein bekennender Freund von modernen Technologien. So besaß und benutzte er ein netlockfreies iPhone, als es noch nicht auf dem belgischen Markt verfügbar war. Auch war er einer der ersten Politiker Belgiens, die einen eigenen Blog führten und sich in sozialen Netzwerken vorstellten. Auch hier fiel Q auf, als er über Twitter Fotoaufnahmen aus dem Ministerrat veröffentlichte und sie mit Kommentaren versah, was bei Premierminister Leterme (CD&V) auf wenig Verständnis stieß.

## Ehrungen
Vincent Van Quickenborne wurde mit der Komtur des Ordens Leopolds II. ausgezeichnet.

## Übersicht der politischen Ämter
- 1999–2003: Senator
- 2001–heute: Mitglied des Gemeinderats in Kortrijk
- 2003–heute: Mitglied der föderalen Abgeordnetenkammer (teilweise verhindert)
- 2003–2007: Föderaler Staatssekretär für administrative Vereinfachung in der Regierung Verhofstadt II
- 2008–2011: Minister für Unternehmen und für die Vereinfachung in den Regierungen Leterme I, Van Rompuy und Leterme II
- 2011–2012: Vizepremierminister, Minister für Pensionen in der Regierung Di Rupo
- 2012–heute: Bürgermeister von Kortrijk
- 2020–2023: Vizepremierminister, Minister für Justiz und die Nordsee in der Regierung De Croo